# Општина Ел Оро (Мексико)
Ел Оро (шп. El Oro) општина је у Мексику у савезној држави Мексико. Општина се налази на надморској висини од 2742 м.

## Становништво
Према подацима из 2010. у општини је живело 34446 становника.

### Хронологија
| Година       | 2000                  | 2005                  | 2010                  |
| ------------ | --------------------- | --------------------- | --------------------- |
| Становништво | 30411 (14585 / 15826) | 31847 (15505 / 16342) | 34446 (16829 / 17617) |

### Попис
| \| \| м \| \| \| ж \| \| 0—2 \| 1.065 \| \| \| 1.073 \| \| 3—5 \| 1.133 \| \| \| 1.122 \| \| 6—11 \| 2.438 \| \| \| 2.362 \| \| 12—14 \| 1.274 \| \| \| 1.092 \| \| 15—17 \| 1.258 \| \| \| 1.263 \| \| 18—24 \| 2.241 \| \| \| 2.316 \| \| 60+ \| 1.199 \| \| \| 1.694 \| \| Просек : \| 26,3 \| \| \| 27,9 \| |       |  |  |       |
| |       |  |  |       |
| | м     |  |  | ж     |
| 0—2 | 1.065 |  |  | 1.073 |
| 3—5 | 1.133 |  |  | 1.122 |
| 6—11 | 2.438 |  |  | 2.362 |
| 12—14 | 1.274 |  |  | 1.092 |
| 15—17 | 1.258 |  |  | 1.263 |
| 18—24 | 2.241 |  |  | 2.316 |
| 60+ | 1.199 |  |  | 1.694 |
| Просек : | 26,3  |  |  | 27,9  |

| #   | Индикатор                                                                                        | Вредност |
| --- | ------------------------------------------------------------------------------------------------ | -------- |
| 1   | Становништво од 0 до 2 године                                                                    | 2138     |
| 2   | Мушко становништво од 0 до 2 године                                                              | 1065     |
| 3   | Женско становништво од 0 до 2 године                                                             | 1073     |
| 4   | Становништво са 3 и више година                                                                  | 32283    |
| 5   | Мушко становништво са 3 и више година                                                            | 15751    |
| 6   | Женско становништво са 3 и више година                                                           | 16532    |
| 7   | Становништво са 5 и више година                                                                  | 30781    |
| 8   | Мушко становништво са 5 и више година                                                            | 15009    |
| 9   | Женско становништво са 5 и више година                                                           | 15772    |
| 10  | Становништво са 12 и више година                                                                 | 25228    |
| 11  | Мушко становништво са 12 и више година                                                           | 12180    |
| 12  | Женско становништво са 12 и више година                                                          | 13048    |
| 13  | Становништво са 15 и више година                                                                 | 22862    |
| 14  | Мушко становништво са 15 и више година                                                           | 10906    |
| 15  | Женско становништво са 15 и више година                                                          | 11956    |
| 16  | Становништво са 18 и више година                                                                 | 20341    |
| 17  | Мушко становништво са 18 и више година                                                           | 9648     |
| 18  | Женско становништво са 18 и више година                                                          | 10693    |
| 19  | Становништво од 3 до 5 година                                                                    | 2255     |
| 20  | Мушко становништво од 3 до 5 година                                                              | 1133     |
| 21  | Женско становништво од 3 до 5 година                                                             | 1122     |
| 22  | Становништво од 6 до 11 година                                                                   | 4800     |
| 23  | Мушко становништво од 6 до 11 година                                                             | 2438     |
| 24  | Женско становништво од 6 до 11 година                                                            | 2362     |
| 25  | Становништво од 8 до 14 година                                                                   | 5587     |
| 26  | Мушко становништво од 8 до 14 година                                                             | 2918     |
| 27  | Женско становништво од 8 до 14 година                                                            | 2669     |
| 28  | Становништво од 12 до 14 година                                                                  | 2366     |
| 29  | Мушко становништво од 12 до 14 година                                                            | 1274     |
| 30  | Женско становништво од 12 до 14 година                                                           | 1092     |
| 31  | Становништво од 15 до 17 година                                                                  | 2521     |
| 32  | Мушко становништво од 15 до 17 година                                                            | 1258     |
| 33  | Женско становништво од 15 до 17 година                                                           | 1263     |
| 34  | Становништво од 18 до 24 године                                                                  | 4557     |
| 35  | Мушко становништво од 18 до 24 године                                                            | 2241     |
| 36  | Женско становништво од 18 до 24 године                                                           | 2316     |
| 37  | Женско становништво од 15 до 49 година                                                           | 9055     |
| 38  | Становништво са 60 и више година                                                                 | 2893     |
| 39  | Мушко становништво са 60 и више година                                                           | 1199     |
| 40  | Женско становништво са 60 и више година                                                          | 1694     |
| 41  | Однос између мушкараца и жена                                                                    | 95.53    |
| 42  | Становништво од нуле до 14 година                                                                | 11559    |
| 43  | Становништво од 15 до 64 године                                                                  | 20801    |
| 44  | Становништво од 65 година и више                                                                 | 2061     |
| 45  | Просечан број деце                                                                               | 2.9      |
| 46  | Становништво рођено у ентитету                                                                   | 31623    |
| 47  | Мушко становништво рођено у ентитету                                                             | 15615    |
| 48  | Женско становништво рођено у ентитету                                                            | 16008    |
| 49  | Становништво рођено у другом ентитету                                                            | 2662     |
| 50  | Мушко становништво рођено у другом ентитету                                                      | 1130     |
| 51  | Женско становништво рођено у другом ентитету                                                     | 1532     |
| 52  | Становништво од 5 година и више резидентно у ентитету у јуну 2005. године                        | 29808    |
| 53  | Мушко становништво старосног доба од 5 година и више, резидентно у ентитету у јуну 2005. године  | 14507    |
| 54  | Женско становништво старосног доба од 5 и више година, резидентно у ентитету у јуну 2005. године | 15301    |
| 55  | Становништво од 5 година и више које је живело у другом ентитету у јуну 2005. године             | 677      |
| 56  | Мушко становништво старије од 5 година које је живело у другом ентитету у јуну 2005. године      | 306      |
| 57  | Женско становништво старије од 5 година које је живело у другом ентитету у јуну 2005. године     | 371      |
| 58  | Становништво од 3 године и више које говори аутохтони језик                                      | 4789     |
| 59  | Мушко становништво старо 3 године и више које говори аутохтони језик                             | 2254     |
| 60  | Женско становништво старо 3 године и више које говори аутохтони језик                            | 2535     |
| 61  | Становништво од 3 године и више које говори аутохтони језик и не говори шпански језик            | 9        |
| 62  | Мушко становништво старо 3 године и више које говори аутохтони језик и не говори шпански         | 2        |
| 63  | Женско становништво старо 3 године и више које говори аутохтони језик и не говори шпански језик  | 7        |
| 64  | Становништво старо 3 године и више које говори аутохтони језик и шпански                         | 4504     |
| 65  | Мушко становништво старо 3 године и више које говори аутохтони језик и шпански                   | 2137     |
| 66  | Женско становништво старо 3 године и више које говори аутохтони језик и шпански                  | 2367     |
| 67  | Становништво од 5 година и више које говори аутохтони језик                                      | 4771     |
| 68  | Становништво од 5 година и више које говори аутохтони језик и не говори шпански језик            | 9        |
| 69  | Становништво од 5 година и више које говори аутохтони језик и говори шпански језик               | 4490     |
| 70  | Становништво у домородачким домаћинствима                                                        | 11514    |
| 71  | Становништво са ограничењима у активностима                                                      | 1395     |
| 72  | Становништво са ограниченим ходањем или кретањем, горе или доле                                  | 723      |
| 73  | Становници са ограничењима вида, чак и уз кориштење сочива                                       | 344      |
| 74  | Становништво са ограничењима говора, комуникације или конверзације                               | 147      |
| 75  | Становништво са ограниченим слухом                                                               | 197      |
| 76  | Становништво са ограничењима при одевању, купању или јелу                                        | 54       |
| 77  | Становништво са ограничењима у опажању или учењу једноставних ствари                             | 56       |
| 78  | Становништво са менталним ограничењима                                                           | 139      |
| 79  | Становништво без ограничења активности                                                           | 32674    |
| 80  | Становништво од 3 до 5 година које не похађа школу                                               | 1202     |
| 81  | Мушко становништво од 3 до 5 година које не похађа школу                                         | 586      |
| 82  | Женско становништво од 3 до 5 година које не похађа школу                                        | 616      |
| 83  | Становништво од 6 до 11 година које не похађа школу                                              | 107      |
| 84  | Мушко становништво од 6 до 11 година које не похађа школу                                        | 53       |
| 85  | Женско становништво од 6 до 11 година које не похађа школу                                       | 54       |
| 86  | Становништво од 12 до 14 година које не похађа школу                                             | 168      |
| 87  | Мушко становништво од 12 до 14 година које не похађа школу                                       | 104      |
| 88  | Женско становништво од 12 до 14 година које не похађа школу                                      | 64       |
| 89  | Становништво од 15 до 17 година похађа школу                                                     | 1550     |
| 90  | Мушко становништво од 15 до 17 година похађа школу                                               | 773      |
| 91  | Женско становништво између 15 и 17 година живота у школи                                         | 777      |
| 92  | Становништво од 18 до 24 године похађа школу                                                     | 807      |
| 93  | Мушко становништво од 18 до 24 године похађа школу                                               | 391      |
| 94  | Женско становништво од 18 до 24 године похађа школу                                              | 416      |
| 95  | Становништво од 8 до 14 година које не може да чита и пише                                       | 143      |
| 96  | Мушко становништво старосног доба од 8 до 14 година које не може да чита и пише                  | 77       |
| 97  | Женско становништво старосног доби од 8 до 14 година које не може да чита и пише                 | 66       |
| 98  | Становништво од 15 година и више које је неписмено                                               | 2424     |
| 99  | Мушко становништво од 15 година и више које је неписмено                                         | 636      |
| 100 | Женско становништво од 15 година и више које је неписмено                                        | 1788     |
| 101 | Становништво старо 15 и више година без школовања                                                | 2319     |
| 102 | Мушко становништво старо 15 и више година без школовања                                          | 642      |
| 103 | Женско становништво старо 15 и више година без школовања                                         | 1677     |
| 104 | Становништво старосног доба 15 и више година са непотпуним основним образовањем                  | 3482     |
| 105 | Мушко становништво старосног доба од 15 година и више са непотпуном основним образовањем         | 1645     |
| 106 | Женско становништво старосног доба 15 и више година са непотпуном основним образовањем           | 1837     |
| 107 | Становништво старо 15 и више година са комплетним основним образовањем                           | 4598     |
| 108 | Мушко становништво старо 15 година и више са комплетним основним образовањем                     | 2240     |
| 109 | Женско становништво старо 15 и више година са комплетним основним образовањем                    | 2358     |
| 110 | Становништво старосног доба 15 и више година са непотпуним средњим образовањем                   | 1247     |
| 111 | Мушко становништво старосног доба од 15 година и више са непотпуним средњим образовањем          | 732      |
| 112 | Женско становништво старосног доба од 15 година и више са непотпуним средњим образовањем         | 515      |
| 113 | Становништво старо 15 и више година са пуним секундарном образовањем                             | 6272     |
| 114 | Мушко становништво старосног доба од 15 година и више са пуним секундарном образовањем           | 3268     |
| 115 | Женско становништво старосног доба од 15 година и више са пуним секундарном образовањем          | 3004     |
| 116 | Становништво старије од 18 година са постосновним образовањем                                    | 4263     |
| 117 | Мушко становништво старије од 18 година са постосновним образовањем                              | 2064     |
| 118 | Женско становништво старије од 18 година са постосновним образовањем                             | 2199     |
| 119 | Просечна оцена школовања                                                                         | 7.27     |
| 120 | Просечан ниво образовања мушке популације                                                        | 7.65     |
| 121 | Просечан ниво образовања женског становништва                                                    | 6.93     |
| 122 | Економски активно становништво                                                                   | 11886    |
| 123 | Економски активна мушка популација                                                               | 8663     |
| 124 | Економски активна женска популација                                                              | 3223     |
| 125 | Становништво које није економски активно                                                         | 13040    |
| 126 | Мушко становништво које није економски активно                                                   | 3270     |
| 127 | Женско становништво које није економски активно                                                  | 9770     |
| 128 | Запослено становништво                                                                           | 9909     |
| 129 | Запослено мушко становништво                                                                     | 6936     |
| 130 | Запослено женско становништво                                                                    | 2973     |
| 131 | Незапослена популација                                                                           | 1977     |
| 132 | Незапослена мушка популација                                                                     | 1727     |
| 133 | Незапослена женска популација                                                                    | 250      |
| 134 | Становништво без права на здравствене услуге                                                     | 7275     |
| 135 | Становништво које има право на здравствене услуге                                                | 26885    |
| 136 | Становништво које има право на ИМСС                                                              | 1679     |
| 137 | Становништво које има право на социјално осигурање                                               | 246      |
| 138 | Становништво које има право на државно социјално осигурање                                       | 1527     |
| 139 | Становништво које има право на опште осигурање или здравствено осигурање за нову генерацију      | 23113    |
| 140 | Становништво које је било једном или није било у браку током 12 година и више                    | 10011    |
| 141 | Венчано или уједињено становништво од 12 година и више                                           | 13228    |
| 142 | Становништво које је било у браку или уједињено 12 година и више                                 | 1954     |
| 143 | Становништво са католичком религијом                                                             | 30455    |
| 144 | Протестанти, еванђелисти и библијски следбеници различити од еванђелиста                         | 3240     |
| 145 | Становништво са другим религијама различитим од претходних                                       | 11       |
| 146 | Становништво без религије                                                                        | 197      |
| 147 | Укупно пописаних домаћинства                                                                     | 7593     |
| 148 | Пописна домаћинства на челу са мушкарцима                                                        | 5857     |
| 149 | Пописна домаћинства на челу са женама                                                            | 1736     |
| 150 | Становништво у пописним домаћинствима                                                            | 34268    |
| 151 | Становништво у пописним домаћинствима на челу са мушкарцима                                      | 28177    |
| 152 | Становништво у пописним домаћинствима на челу са женама                                          | 6091     |
| 153 | Укупно домаћинстава                                                                              | 9869     |
| 154 | Укупно насељених домаћинстава                                                                    | 7600     |
| 155 | Укупно приватних кућа                                                                            | 9862     |
| 156 | Насељени приватни домови                                                                         | 7593     |
| 157 | Укупно насељених приватних кућа                                                                  | 7599     |
| 158 | Ненасељене приватне куће                                                                         | 1131     |
| 159 | Појединачна домаћинства за привремену употребу                                                   | 1138     |
| 160 | Становници у насељеним приватним кућама                                                          | 34268    |
| 161 | Насељеност станара у приватним становима                                                         | 4.51     |
| 162 | Просечно становника по соби у приватним насељеним домаћинствима                                  | 1.26     |
| 163 | Појединачна домаћинства са подовима од различитих материјала од земље                            | 6708     |
| 164 | Појединачна домаћинства у приземљу                                                               | 867      |
| 165 | Појединачна домаћинства са једном спаваћом собом                                                 | 2697     |
| 166 | Појединачна домаћинства са две спаваће собе и више                                               | 4876     |
| 167 | Појединачна домаћинства са једним собом                                                          | 370      |
| 168 | Појединачна домаћинства са две собе                                                              | 1454     |
| 169 | Појединачна домаћинства са 3 собе и више                                                         | 5732     |
| 170 | Појединачна домаћинства која имају електрично светло                                             | 7366     |
| 171 | Појединачна домаћинства која немају електрично светло                                            | 199      |
| 172 | Појединачна домаћинства која имају водоводну воду у стамбеном простору                           | 6459     |
| 173 | Појединачна домаћинства која немају водоводну воду у стамбеном простору                          | 1114     |
| 174 | Појединачна домаћинства која имају тоалет                                                        | 5894     |
| 175 | Појединачна домаћинства која имају канализацију                                                  | 4590     |
| 176 | Појединачна домаћинства која немају канализацију                                                 | 2962     |
| 177 | Појединачна домаћинства која имају електрично светло, довод воде из јавне мреже и канализацију   | 4203     |
| 178 | Појединачна домаћинства без икаквих услова                                                       | 385      |
| 179 | Појединачна домаћинства која имају радио                                                         | 5620     |
| 180 | Појединачна домаћинства која имају телевизор                                                     | 6808     |
| 181 | Појединачна домаћинства која имају фрижидер                                                      | 4083     |
| 182 | Појединачна домаћинства која имају машину за веш                                                 | 2643     |
| 183 | Појединачна домаћинства која имају аутомобил или комби                                           | 2398     |
| 184 | Појединачна домаћинства која имају рачунар                                                       | 917      |
| 185 | Појединачна домаћинства која имају фиксну телефонску линију                                      | 1378     |
| 186 | Појединачна домаћинства која имају мобилни телефон                                               | 3011     |
| 187 | Појединачна домаћинства која имају приступ интернету                                             | 388      |